# Trisectriz de Longchamps

Trisectriz de Longchamps (color rojo)

La trisectriz de Longchamps (también conocida como trébol equilátero) es una curva plana que lleva el nombre del matemático francés Gohierre de Longchamps (1842-1906), con la propiedad de se puede utilizar para realizar la trisección de un ángulo (de ahí la denominación de trisectriz).

## Definición
En un círculo con un centro {\displaystyle M} y diámetro {\displaystyle AB}, el punto {\displaystyle B'} gira a una velocidad constante en la dirección angular positiva y el punto {\displaystyle A'} gira a doble velocidad en la dirección opuesta. El punto {\displaystyle B'} comienza en el punto {\displaystyle B} y el punto {\displaystyle A'} en el otro extremo del diámetro en el punto {\displaystyle A}. Las tangentes del círculo en los puntos {\displaystyle A'} y {\displaystyle B'} se cruzan en un punto {\displaystyle E}. El lugar geométrico de los puntos {\displaystyle E} es la trisectriz de Longchamps.

## Ecuaciones
Para un círculo con radio {\displaystyle a}, cuyo centro está en el origen del sistema de coordenadas, se obtiene la siguiente ecuación en coordenadas polares:
{\displaystyle r=-{\frac {a}{\cos(3\varphi )}}}.
La siguiente ecuación en coordenadas cartesianas se deduce de la expresión anterior:
{\displaystyle x(x^{2}-3y^{2})+a(x^{2}+y^{2})=0}.
Utilizando el parámetro {\displaystyle \gamma :[0,2\pi ]\rightarrow \mathbb {R} ^{2}} en coordenadas cartesianas, se obtiene con funciones trigonométricas la forma:
{\displaystyle \gamma (t)={\begin{pmatrix}x(t)\\y(t)\end{pmatrix}}={\begin{pmatrix}-{\frac {\cos(t)}{\cos(3t)}}a\\-{\frac {\cos(t)}{\sin(3t)}}a\end{pmatrix}}}.
También es posible expresar la curva según el parámetro {\displaystyle \gamma :(-\infty ,\infty )\rightarrow \mathbb {R} ^{2}} en coordenadas cartesianas con funciones racionales:
{\displaystyle \gamma (t)={\begin{pmatrix}x(t)\\y(t)\end{pmatrix}}={\begin{pmatrix}-{\frac {1+t^{2}}{1-3t^{2}}}a\\{\frac {1+t^{2}}{1-3t^{2}}}at\end{pmatrix}}}.

## Propiedades

Trisectriz de Longchamps (en rojo) con asíntotas (punteado), ejes de simetría (trazos) y su curva inversa, el trébol regular (azul)

La trisectriz de Longchamps tiene tres asíntotas y tres ejes de simetría:
Asíntotas
- {\displaystyle x={\frac {a}{3}}},
- {\displaystyle y=-{\frac {1}{\sqrt {3}}}x-{\frac {2a}{3{\sqrt {3}}}}}.
- {\displaystyle y={\frac {1}{\sqrt {3}}}x+{\frac {2a}{3{\sqrt {3}}}}}

Ejes de simetría
- {\displaystyle y=0}
- {\displaystyle y={\frac {\sqrt {3}}{2}}x}
- {\displaystyle y=-{\frac {\sqrt {3}}{2}}x}

La inversión de la trisectriz respecto al círculo de su definición genera un trébol regular.